# チョウセンリンゴカミキリ
チョウセンリンゴカミキリは、ハムシ上科カミキリムシ科フトカミキリ亜科キクスイカミキリ族に属するカミキリムシ。学名は、Oberea (Oberea) coreensis Breuning。  https://japanesebeetles.jimdofree.com によると、和名の記載は無く、詳しい事もあまり分からない種であるが、日本、朝鮮半島（韓国との記載）に分布しているとされている。
本種の和名は確定されていないものの、岩手県の昆虫研究家が、「チョウセンリンゴカミキリ」と呼んでいる為、記載した。